# Padmanabhapuram
Padmanabhapuram es una ciudad y municipio situada en el distrito de Kanyakumari en el estado de Tamil Nadu (India). Su población es de 21342 habitantes (2011). Se encuentra a 57 km de Thiruvananthapuram y a 77 km de Tirunelveli. 

## Demografía
Según el censo de 2011 la población de Padmanabhapuram era de 21342 habitantes, de los cuales 10518 eran hombres y 10824 eran mujeres. Padmanabhapuram tiene una tasa media de alfabetización del 93,18%, superior a la media estatal del 80,09%: la alfabetización masculina es del 95,05%, y la alfabetización femenina del 91,38%.